# Hexagones
Pour les articles homonymes, voir Hexagone (homonymie).
Hexagones est un titre de presse en ligne, d'enquêtes et reportages, créé en 2014 et financé par une campagne de financement participatif.

## Description
Hexagones est un titre de presse, uniquement en ligne, souhaitant se positionner sur l'ensemble des régions de France, par opposition à un point de vue uniquement parisien, tout en traitant également de l'actualité internationale.
Le titre souhaite réunir des journalistes traitant de l'information de fond, reportages et enquêtes par opposition à des buzz et polémiques artificielles,,.
Le nom Hexagones (au pluriel) rappelle l'Hexagone, forme approximative de la France métropolitaine, et par extension, appellation de celle-ci.

## Historique
En 2007, divers journalistes se réunissent pour mettre au point une nouvelle formule de titre de presse ; la crise de 2008 rend difficile le projet, qui est mis en suspens.
En 2014, le projet se remet en place sous l'impulsion de Thierry Gadault et Hexagones est lancé le 20 juin 2014.
L'équipe de rédaction est constituée d'une vingtaine de personnes, principalement journalistes et webmasters ; les journalistes sont expérimentés et issus d'horizons variés comme Témoignage chrétien, Reuters, Technikart, VSD ou Charlie Hebdo.
Fin 2016, le site est contraint d'arrêter les publications. Selon Thierry Gadault, le soutien des premiers abonnés n'a pas été suffisant pour permettre d'établir un financement pérenne de l'activité.

## Modèle de financement
Le site est payant, non financé par la publicité mais par ses abonnés. Le créateur et rédacteur en chef Thierry Gadault estime que « les lecteurs sont prêts à payer pour lire des contenus de qualité s'ils se sentent concernés », par opposition à un « flot quotidien d'informations brutes qui n'ont pas de sens ». L'abonnement mensuel est fixé à 6 €.
Ce modèle est proche de celui du site Mediapart, modèle qui a prouvé sa faisabilité, puisque fondé en 2008, le titre est devenu rentable dès 2011.
Le capital du projet provient du financement participatif, via la plate-forme française KissKissBankBank, à hauteur de 17 265 € provenant de 333 contributeurs.